# 伊賀鐵道

路線圖

伊賀鐵道股份有限公司（日语：／ Iga Tetsudō */?），簡稱伊賀鐵道，是一家以三重縣西部為主要服務範圍的日本鐵路公司。2007年時由近畿日本鐵道（近鐵）以子公司的型態創立，由近鐵與伊賀市共同持股，以便經營由近鐵拆分而出的伊賀線。至於其公司總部，則是設置於伊賀市內上野市車站的站房內。

## 簡介
今日的伊賀鐵道並不是第一家使用此命名的鐵路公司，早在1917年至1926年之間，就曾存在過一家同樣也命名為伊賀鐵道的公司（1926年之後改名為「伊賀電器鐵道」）。然而，兩家公司除了同樣是伊賀線的經營者之外，並無實際上的相關性。
在日本的鐵路運輸相關法規中，伊賀鐵道是一家本身不擁有鐵路線與列車等設備資產、而是借用自其他業者的第二種鐵道事業者。該公司所經營的伊賀線與沿線車站等設施，仍然是近畿日本鐵道的資產（以第三種鐵道事業者的資格擁有）。

## 路線
| 中文線名 | 日文線名 | 起點     | 終點     | 距離（公里） |
| -------- | -------- | -------- | -------- | ------------ |
| 伊賀線   |          | 伊賀上野 | 伊賀神戶 | 16.6         |

- 伊賀線主要的功能是連結三重縣西部的上野盆地與伊賀市中心之間的交通運輸，並可轉乘近鐵大阪線、JR關西本線等主要路線。在古代此地區的居民有不少是以被稱為「忍者」的傭兵工作為業，因此伊賀線無論是車站內的站名牌或是特殊塗裝列車，都是以忍者作為題材[2]。

## 外部連結
- 伊賀鐵道官方網站 （页面存档备份，存于）（日語）